# 社区医院
社区医院是一種設立在社區的醫療機構，該醫療機構主要目的是預防疾病、提供基本醫療服務以及讓慢性病患者療養康復。社区医院可以提供24小時服務和上門服務，並且跟蹤隨訪患者。

## 中國
2000年11月，《中央办公厅、国务院办公厅关于转发《民政部关于在全国推进城市社区建设的意见〉的通知》，表示要發展中華人民共和國的社區衛生。